# 小西雅子
小西 雅子（こにし まさこ）は、世界自然保護基金（WWF）ジャパン 気候変動オフィサー、気象予報士（日本気象予報士会副会長）。
兵庫県神戸市出身。血液型：A型。元中部日本放送（CBC）のアナウンサー。

## 経歴
1981年、神戸大学文学部を卒業、中部日本放送（CBC）にアナウンサーとして入社。同年、同局の深夜ラジオ番組『星空ワイド 今夜もシャララ』のパーソナリティー・つボイノリオのアシスタントに抜擢される。

その後、CBCを退社しフリーアナウンサーとして活動。
1997年、気象予報士の資格を取得。気象情報チャンネル「ウェザーニュース」でキャスターを務め、後に環境番組のプロデュースも手掛ける。

2001年に国際気象フェスティバル気象キャスター・コンベンション部門アジア賞、2002年には国際気象フェスティバル気象キャスター・コンベンション部門グランプリを受賞。
2005年、ハーバード大学大学院環境公共政策学修了。同年、現職に就く。

## エピソード
- 2007年12月、温暖化防止バリ会議に出席。NGO主催の京都議定書10周年誕生パーティーの司会を担当。
- 2006年12月にケニアのナイロビで開催された京都議定書第2回会議に出席。

## 過去の出演番組
- 星空ワイド 今夜もシャララ（CBCラジオ）
- TVグラフィックおしゃべりトマト（テレビ神奈川）
- CNN東京プライム（CNN）
- 東京NEWS（MXテレビ）
- マル激トーク・オン・ディマンド（ビデオニュース・ドットコム）

他